# Cattolica Assicurazioni
Società Cattolica di Assicurazione S.p.A. (fino al 2020 Società Cattolica di Assicurazione Soc. Coop.), comunemente nota come Cattolica Assicurazioni, è una compagnia assicuratrice italiana fondata nel 1896. 
La società è stata quotata dal 27 novembre 2000 al 12 agosto 2022 nell'indice FTSE Italia Mid Cap della Borsa di Milano.
È stata acquisita da Generali nel 2022 e fusa con Genertel nel 2023. Da luglio 2023 Cattolica è una divisione di Generali Italia. 

## Storia
La Società Cattolica di Assicurazione Soc. Coop. è stata fondata a Verona il 27 febbraio 1896, in forma cooperativa, ispirata dalla dottrina sociale della Chiesa cattolica e dall’enciclica Rerum Novarum del 1891.
Tra i 34 soci e 36 azionisti fondatori c’erano Nicolò Rezzara, Cesare Algranati, Stanislao Medolago Albani e Giuseppe Tovini. Il suo scopo di tutelare i piccoli proprietari terrieri dai danni provocati da grandine e intemperie, come dimostra anche la scelta del simbolo (l’angelo con il motto latino “vitam auget securitas”, la sicurezza accresce), svolgendo una funzione sia economica che sociale. 
Nel 1898 viene aperto il ramo incendi mentre nel 1900 le attività della compagnia vengono estese per includere anche le polizze vita; il ramo vita viene poi chiuso nel 1912 con la costituzione di INA e del monopolio.
Il periodo a cavallo della prima guerra mondiale fu piuttosto difficile sia a causa degli eventi bellici che per la diffusione della fillossera.
Con la fine del monopolio sul settore vita, nel 1924 Cattolica riapre il ramo vita. Nei decenni successivi la compagnia continua a crescere e diversificare, sia in termini di ambiti che di canali di vendita.
Nel secondo dopoguerra è l’unica compagnia italiana di assicurazioni a mantenere la forma cooperativa.

### Il Gruppo Cattolica
Nel 1976, con Verona Assicurazioni, Cattolica inizia ad espandersi e fa crescere la sua presenza sul mercato, attraverso una rete di agenti plurimandatari.
Negli anni novanta Cattolica è tra le prime compagnie assicurative ad adottare una strategia commerciale multicanale, affiancando alle agenzie anche la bancassicurazione: nel 1989 promuove la costituzione di Arca Vita e nel 1996 la nascita di Risparmio e Previdenza. Sempre nel 1996 è stata costituita Cattolica Aziende, dedicata alle grandi industrie.
Nel 2000 la compagnia è stata quotata alla Borsa  e vengono costituite due nuove compagnie del ramo vita: BPV Vita, che ha come azionisti Cattolica e Banca Popolare di Verona, e Lombarda Vita, dalla partnership tra Cattolica e Banca Lombarda e Piemontese. Nello stesso periodo entrano a far parte del Gruppo Duomo Assicurazioni, Maeci e Maeci Vita, oltre a Duomo Previdenza.
Nel 2003 viene fondata Tua Assicurazioni, la compagnia del gruppo Cattolica dedicata all’innovazione, seguita nel 2006 da Fondazione Cattolica Assicurazioni, espressione della responsabilità sociale della compagnia.
Nel 2007 la Banca Popolare di Vicenza di Gianni Zonin entra nell'azionariato di Cattolica attraverso un pacchetto dell'8%, diventato 15% nel 2014.
Nel 2012 Cattolica acquista la tenuta di Ca’ Tron, sorta nel XVI secolo nell’omonima frazione di Roncade grazie alla famiglia Tron che vi installò un'azienda agricola. La tenuta si estende per 2000 ettari e ospita il campus dell’incubatore d’impresa H-Farm.
Nel 2013 la Cattolica ha acquisito da Generali il 100% della Fata Assicurazioni. Nel 2014 viene fondato l’Osservatorio Enti Religiosi e Non Profit come strumento informativo della business unit Enti Religiosi e Terzo Settore dedicata al mondo religioso e associativo.
Nel giugno 2017 c'è un cambio alla guida dell'azienda: Alberto Minali, ex Generali, sostituisce Giovan Battista Mazzucchelli nell'incarico di amministratore delegato. Con l'arrivo di Minali avviene anche un rinnovamento del management. Promozioni interne (Carlo Ferraresi diventa direttore generale) ma molti manager esterni tra cui Enrico Mattioli, ex Generali, nominato CFO.
In seguito alla liquidazione di Banca Popolare di Vicenza, nell'ottobre 2017 il finanziere statunitense Warren Buffett rileva 15,7 milioni di titoli e Berkshire Hathaway Inc diventa il primo azionista della compagnia, con una quota del 9,05%.
Nell'aprile 2018 è avvenuta una svolta nella governance della società: pur confermando il modello cooperativo, l’assemblea dei soci vota per l’apertura ai soci di capitale, che hanno così la possibilità di avere una rappresentanza all’interno del consiglio di amministrazione.  Nell'ottobre 2019 il Consiglio di Amministrazione revoca le deleghe operative ad Alberto Minali e assegna i compiti di amministratore delegato al direttore generale Carlo Ferraresi.
Nel maggio 2020 l'IVASS, l'istituto di vigilanza del settore, intima con una lettera ai vertici di Cattolica di effettuare entro il 30 ottobre 2020 un aumento di capitale di 500 milioni. La ricapitalizzazione si è resa necessaria per i rischi di solvibilità del gruppo e di alcune aziende controllate.

### Diventa S.p.A. ed entra Generali
L’azionariato frammentato della società cooperativa rendeva difficile far fronte rapidamente all'aumento richiesto. Il 25 giugno 2020 Generali e Cattolica hanno annunciato una partnership strategica che prevedeva l'ingresso in Cattolica di Generali come primo azionista (24,4%) attraverso un aumento di capitale riservato per 300 milioni di euro condizionato alla trasformazione di Cattolica in società per azioni.
Il 30 luglio 2020 l'assemblea dei soci della Cattolica approva con il 70,7% dei voti la trasformazione della compagnia in società per azioni e dal 1º aprile 2021, la compagnia ha assunto la denominazione di Società Cattolica di Assicurazione S.p.A. 
In seguito all’esito positivo dell’OPA lanciata da Generali, il 5 novembre 2021 il Gruppo Generali è diventato azionista di controllo di Cattolica Assicurazioni con l’84,475% per poi salire al 95,112% a luglio 2022.
Dal 12 agosto 2022 è stata revocata la quotazione e la negoziazione delle azioni della compagnia assicuratrice alla Borsa, che è stata interamente acquisita da Generali per un esborso totale di circa 1,4 miliardi.
Le attività di Cattolica non si fermano e a settembre 2022 viene presentata la ricerca “Il Non Profit in evoluzione. Primo rapporto su fabbisogni assicurativi, scelte ed esigenze degli enti,” realizzato dalla compagnia con l’Università Cattolica del Sacro Cuore; il rapporto esplora un settore strategico e poco presidiato.
Il 28 Marzo 2023 IVASS ha autorizzato la fusione di Genertel in Cattolica Assicurazioni con la definitiva ridenominazione in Genertel. La sede legale è stata spostata a Trieste.
Dal 1º luglio 2023 Cattolica è diventata una divisione di Generali Italia e continua a operare con il suo proprio marchio.